# Верхні Лудзі
Верхні Лу́дзі (рос. Верхние Лудзи) — присілок в Можгинському районі Удмуртії, Росія.
Урбаноніми:
- вулиці — Зелена

## Населення
Населення — 6 осіб (2010; 17 в 2002).
Національний склад станом на 2002 рік:
- удмурти — 94 %